# Прабхакаравардхана
Прабхакаравардхана (гінді प्रभाकरवर्धन; д/н — 605) — 1-й магараджахіраджа Стханвішвари в 580—605 роках.

## Життєпис
Походив з династії Пуш'ябхуті. Син Адітьясени (відомий також як Адітьяварман), магараджи джанападі Шрікантха і васала Шарвавармана, царя Каннауджа з династії Маукхарі. Його мати була сестрою Магасенагупти зі Східних Гуптів. Вже Адітьясена почав готувати політичний ґрунт для позбавлення держави від залежності.
580 року Прабхакаравардхана спадкував владу. Спочатку не намагався повстати проти Маукхарі. Навпаки видав свою доньку Радж'яшрі за Ґрахавармана, сина магараджахіраджи Авантівармана. В результаті того шлюбу політичний статус Прабхакаравардхани значно зріс. Надалі під час війн з Магасенагуптою зі Східних Гуптів та Шашанки, забезпечивши захист зі сходу. За цим захопив західну Малву, поваливши тамтешнього магараджу (ім'я невідоме) сина Шиладітьї. Для зміцнення панування одружився з Ясоматі, сестрою поваленого правителя. Встановив зверхність на раджами племен гуджарів.
Також розширив володіння в Гандхарі, де успішно воював проти Гокарни з династії алхон-гунів. скориставшись смертю могутнього володаря Праварасени. Здобув також перемоги над правителями Майтраків (в Гуджараті) та Раї (в Сінді) — Дарасени II і Сахіри II відповідно.
Десь у 602—603 роках виступив проти Деванупти, що захопив владу у східній Малві, поваливши законного магараджу Кумарагупту. Війська Прабхакаравардхани відновили Кумарагупту на троні, натомість той визнав зверхність династії Пуш'ябхуті. Помер близько 605 року. Його дружина Ясоматі після цього здійснила саті.

## Родина
Дружина — Ясоматі, донька або сестра Шиладітьї з династії Авлікара, володаря Малви
Діти:
- Радж'явардхана II, магараджахіраджа у 605—606 роках
- Харша, магараджахіраджа у 606—647 роках
- Раджашрі, дружина Ґрахавармана з династії Маукхарі